# Blåstreckad lori
Blåstreckad lori (Trichoglossus reticulatus) är en fågel i familjen östpapegojor inom ordningen papegojfåglar.

## Utbredning och systematik
Fågeln är en endemisk stannfågel på Tanimbaröarna, som tillhör Små Sundaöarna och ligger i Arafurasjön i östra Indonesien. Den behandlas som monotypisk, det vill säga att den inte delas in i några underarter.

### Släktestillhörighet
Blåstreckad lori med släktingar placeras traditionellt i släktet Eos. Genetiska studier visar dock att de är relativt närbesläktade med arterna i Trichoglossus och inkluderas därför däri.

## Status
IUCN kategoriserar arten som nära hotad.

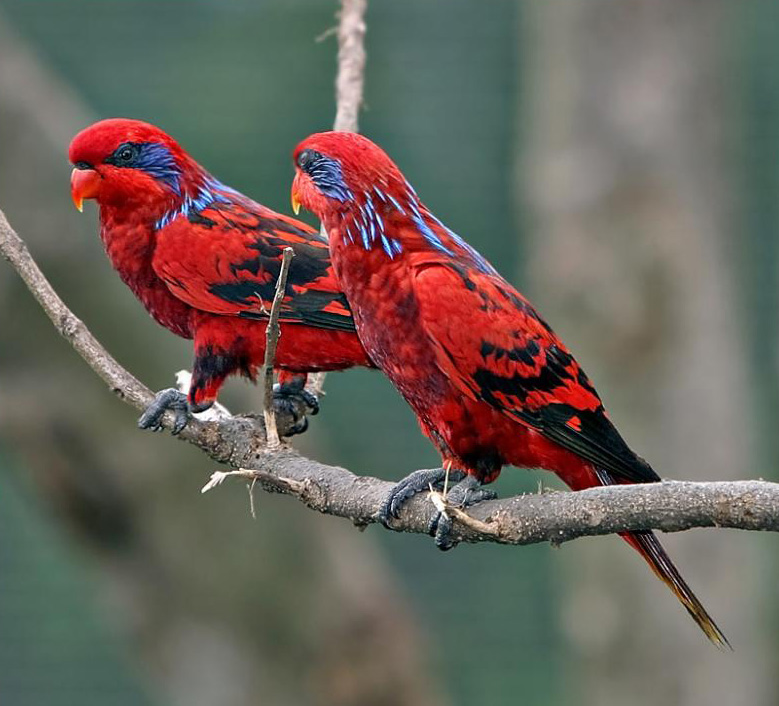